# Maxime Kontsevitch
Maxime Lvovitch Kontsevitch (en russe : Максим Львович Концевич), le plus souvent orthographié Maxim Kontsevich selon la transcription anglophone, est un mathématicien russe, né le 25 août 1964 en URSS à Khimki, une ville jouxtant Moscou, en Russie. Il a été naturalisé français fin 1999.

## Biographie
Il est né dans la famille de Lev Rafaïlovitch Kontsevitch, orientaliste soviétique et auteur du système Kontsevitch. Après avoir été classé deuxième aux olympiades de mathématiques de l'Union, il a étudié à l'université d'État de Moscou, mais il repart sans diplôme en 1985 pour devenir chercheur à l'Institut des problèmes de transmission de l'information à Moscou. Dans son temps libre à l’institut, il réussit à publier des articles qui suscitent l’intérêt de l’institut Max Planck de Bonn. Il y est invité pendant trois mois. Juste avant la fin de ce séjour, il assiste à l’Arbeitstagung, un congrès international de cinq jours ; il y exhibe les grandes lignes d’une preuve de la conjecture de Witten. Michael Atiyah et d’autres mathématiciens sont stupéfaits et son invitation à cet institut est prolongée de trois ans. L’année suivante, il finit sa preuve et travaille sur divers sujets liés à la physique mathématique et reçoit son doctorat en 1992 à l'université de Bonn sous la direction de Don Zagier. Sa thèse présente une preuve d'une hypothèse d'Edward Witten selon laquelle deux modèles gravitationnels quantiques sont équivalents.
Maxime Kontsevitch a occupé un poste de professeur à l'université de Californie à Berkeley de juillet 1993 à août 1995 avant d'être recruté à l'âge de 31 ans comme professeur permanent à l'Institut des hautes études scientifiques (IHES) à Bures-sur-Yvette en France.

## Travaux
Kontsevitch travaille principalement sur les sujets géométriques, liés à la physique théorique, comme l'intégration motivique, la théorie des nœuds, la quantification et la symétrie miroir.
Kontsevitch a prouvé que toute variété de Poisson de dimension finie peut être quantifiée, ce qui implique l'existence d'étoile-produit différentiel sur des variétés de Poisson arbitraires.

## Distinctions
Kontsevitch a reçu en 1992 la médaille Otto-Hahn de la Société Max-Planck et le prix de la Mairie de Paris du premier congrès européen de mathématiques et en 1997 le prix Iagolnitzer de l'International Association of Mathematical Physics ainsi que le prix Henri-Poincaré, le prix Crafoord en 2008.
Il a reçu en 1998 la médaille Fields au cours du congrès international des mathématiciens de Berlin.
Kontsevitch a été élu membre de l'Académie des sciences le 5 novembre 2002.
Il a reçu en 2012 le prix Shaw (1 million de dollars) et le prix de physique fondamentale (3 millions de dollars). Il fait partie des cinq lauréats de la première édition du Breakthrough Prize in Mathematics, en 2014.
En 2018, il est lauréat de la bourse collective Synergy Grant de l'ERC pour le projet ReNewQuantum (Recursive and Exact New Quantum Theory).